# Stephansplatz, Hamburg

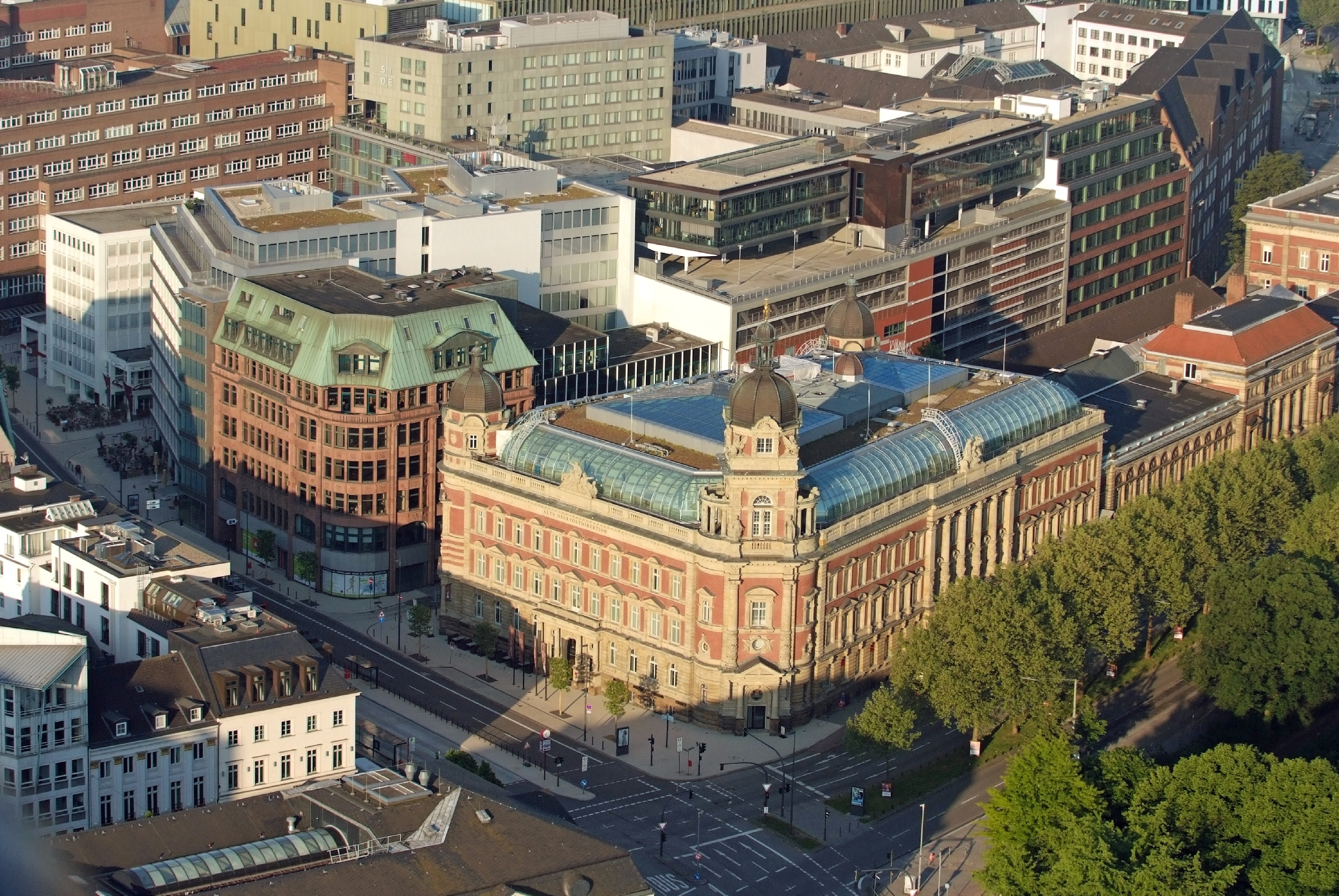
Stephansplatz

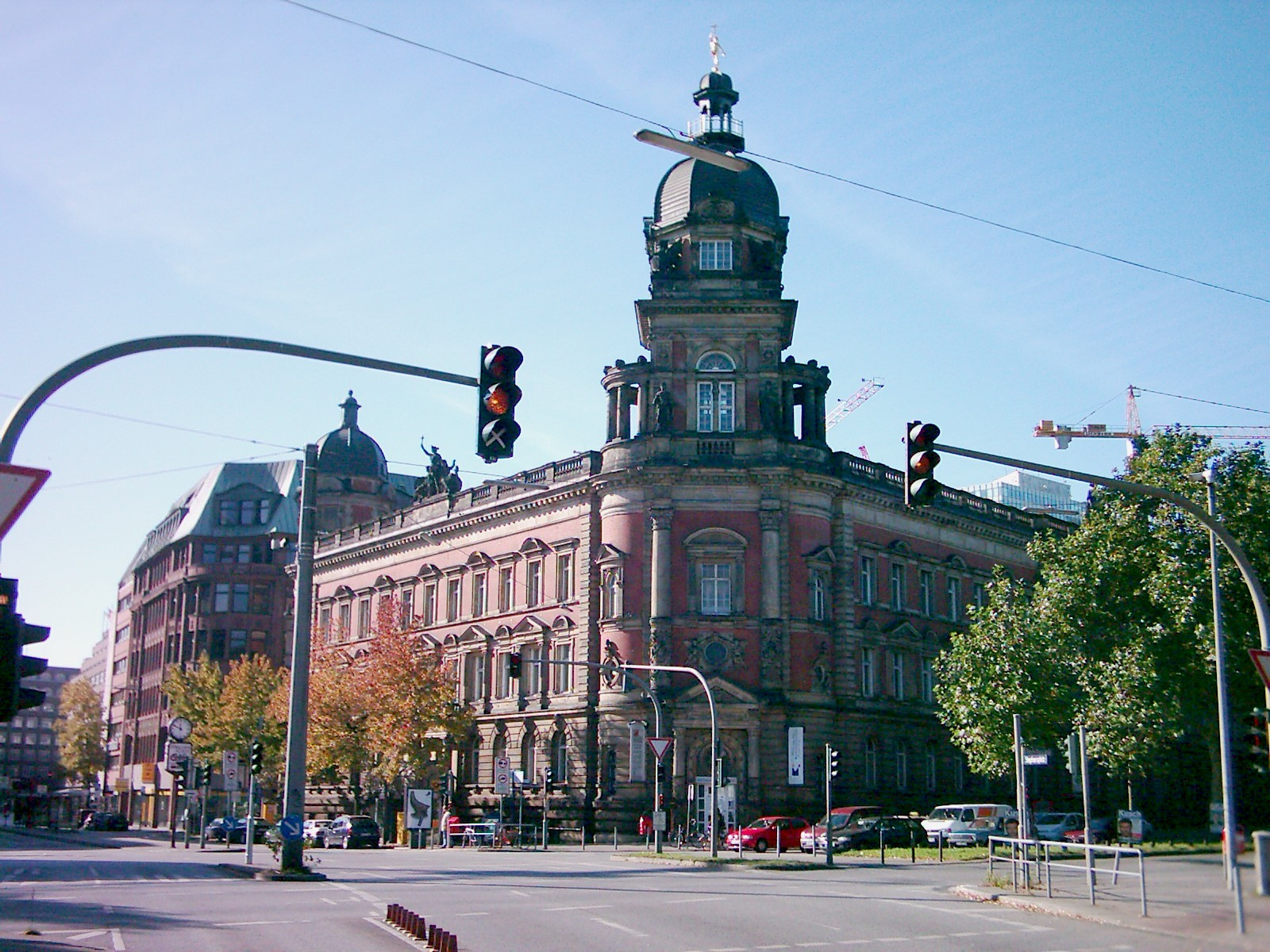
Posthuset Alte Oberpostdirektion vid Stephansplatz

Stephansplatz är en plats i stadsdelen Neustadt belägen i Hamburg. Platsen ligger i korsningen av gatorna Esplanade och Dammtordamm i närheten av parken Planten un Blomen och namnet kommer från Heinrich von Stephan. Vid Stephansplatz ligger kända byggnader såsom Casino Esplanade samt det gamla posthuset Alte Oberpostdirektion. Under platsen ligger tunnelbanestation Stephansplatz och i närheten även stora järnvägsstationen Bahnhof Hamburg Dammtor. 

## Bilder

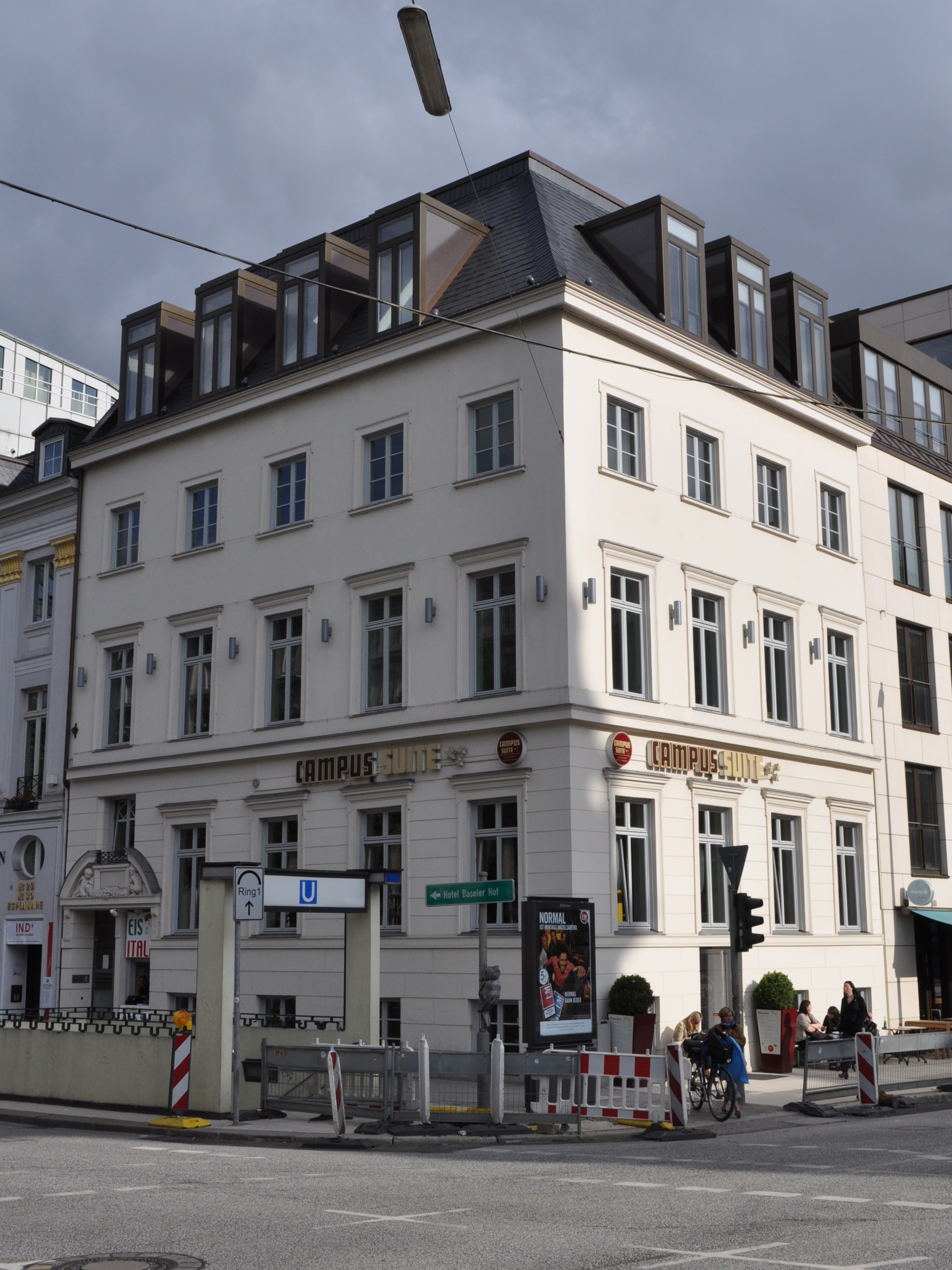
Tunnelbaneentré till station Stephansplatz
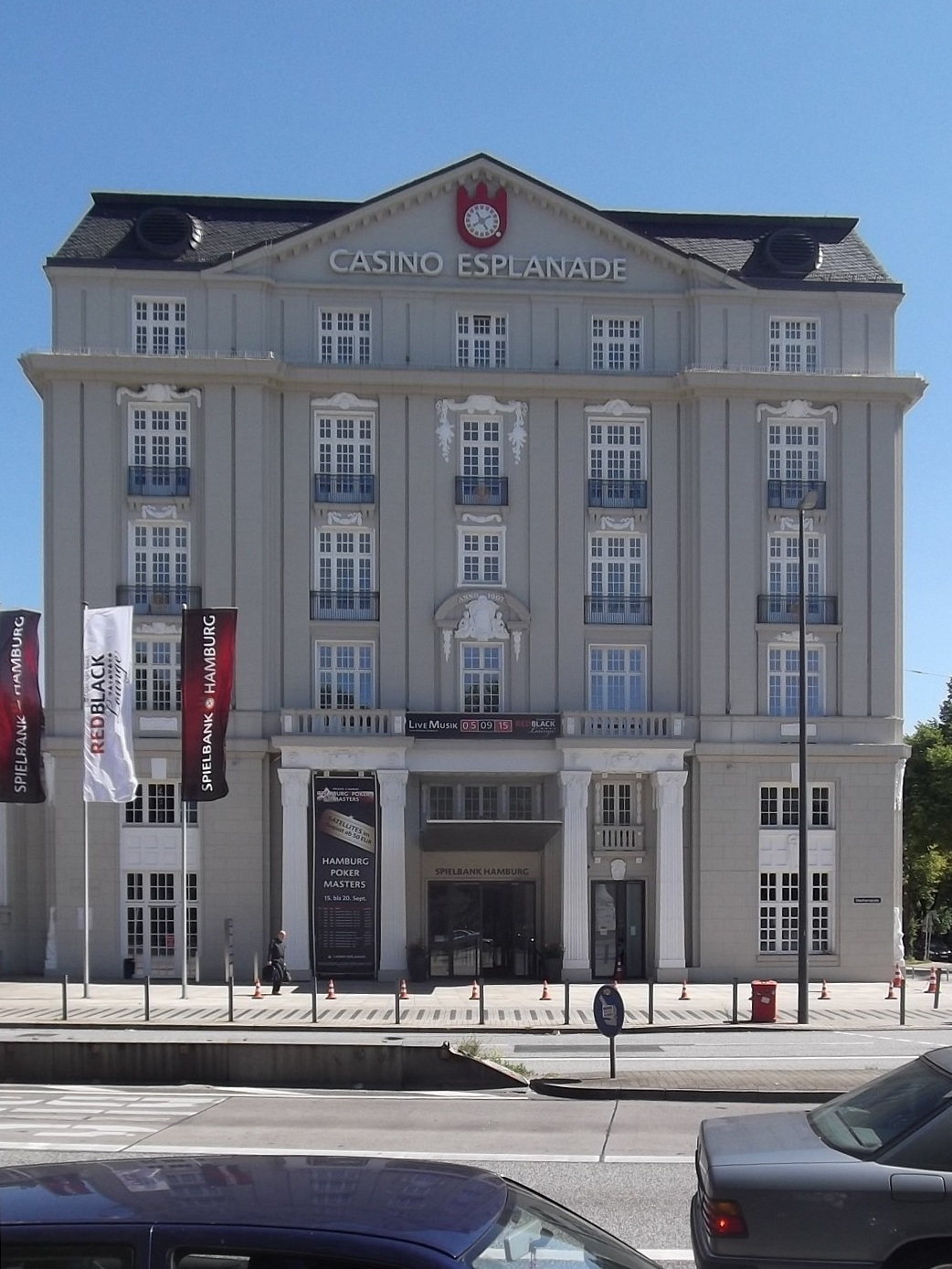
Casino Esplanade
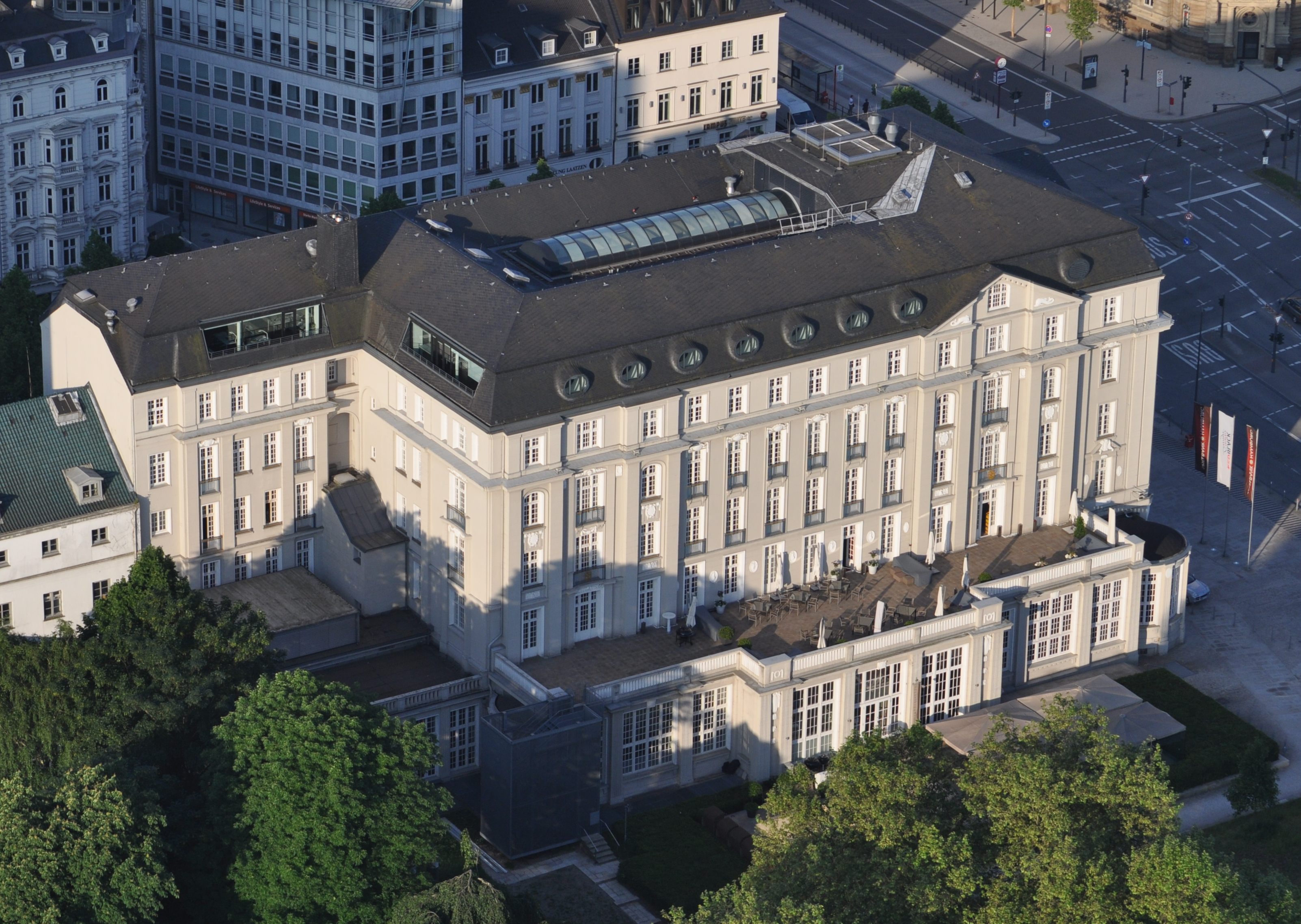
Casino Esplanade
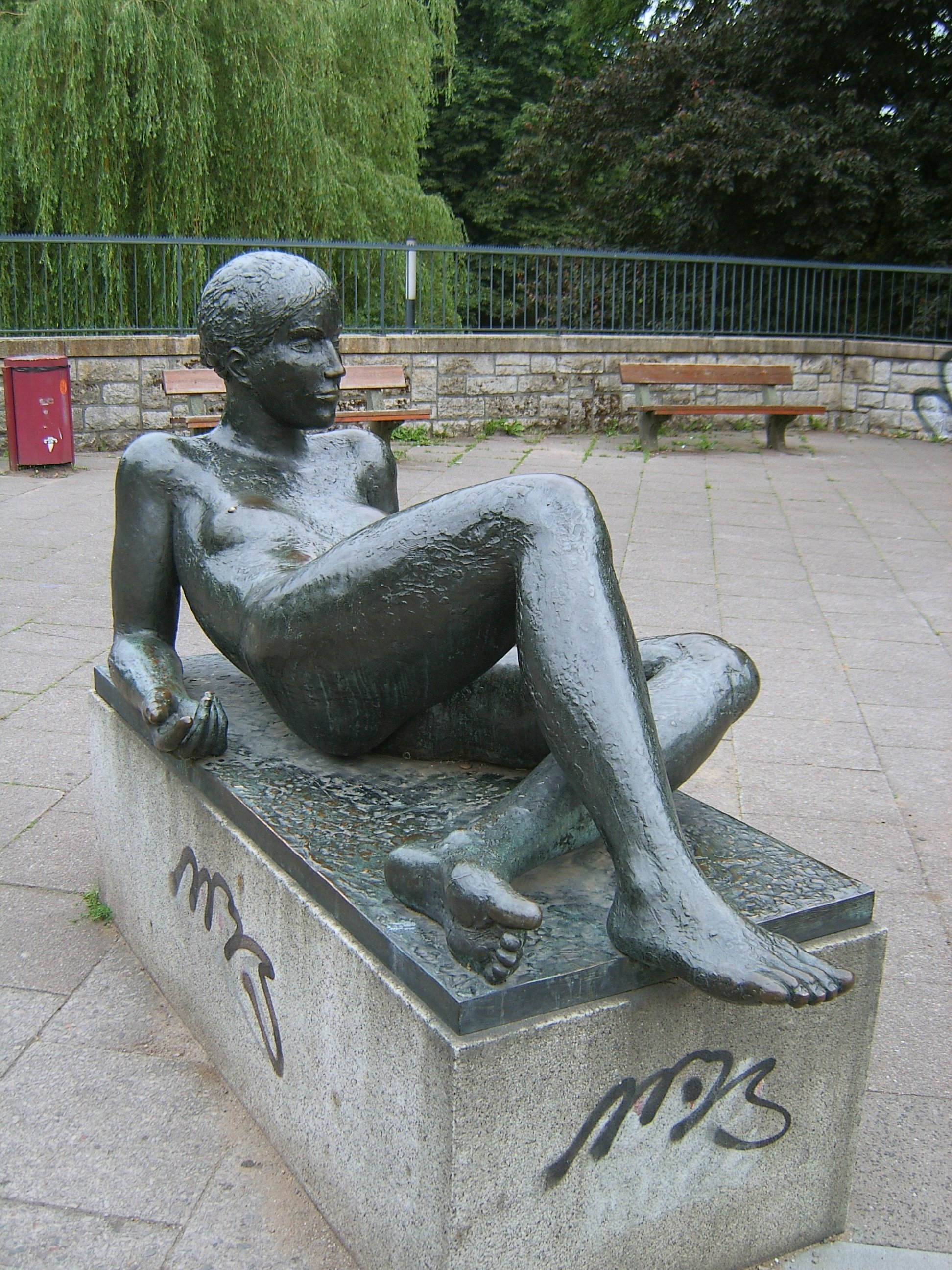
Staty vid Stephansplatz